# Liste der Biografien/Fist
Liste der Biografien |
Portal Biografien |
Personensuche
# |
A |
B |
C |
D |
E |
F |
G |
H |
I |
J |
K |
L |
M |
N |
O |
P |
Q |
R |
S |
T |
U |
V |
W |
X |
Y |
Z |
?
 
Fa |
Fe |
Ff |
Fh |
Fi |
Fj |
Fk |
Fl |
Fm |
Fn |
Fo |
Fr |
Ft |
Fu |
Fy
 
Fia |
Fib |
Fic |
Fid |
Fie |
Fif |
Fig |
Fih |
Fii |
Fij |
Fik |
Fil |
Fim |
Fin |
Fio |
Fip |
Fiq |
Fir |
Fis |
Fit |
Fiu |
Fiv |
Fix |
Fiz
 
Fisa |
Fisb |
Fisc |
Fise |
Fish |
Fisi |
Fisk |
Fisl |
Fism |
Fiso |
Fisq |
Fiss |
Fist |
Fisu |
Fisz
Die Liste der Biografien führt alle Personen auf, die in der deutschsprachigen Wikipedia einen Artikel haben. Dieses ist eine Teilliste mit 14 Einträgen von Personen, deren Namen mit den Buchstaben „Fist“ beginnt.

## Fist

### Fiste
- Fistenport, Johann, deutscher Historiker
- Fister, Alfred (1928–2014), österreichischer Lehrer und Politiker (SPÖ), Abgeordneter zum Nationalrat
- Fister, Bruce L., US-amerikanischer Offizier, Generalleutnant der US Air Force
- Fister, Franz (1886–1971), hessischer Politiker (SPD)
- Fister, Hermann (1938–2006), burgenländischer Landtagsabgeordneter (SPÖ)
- Fister, Peter (* 1939), deutscher Musiker und Musikverleger, Pauker, Arrangeur
- Fister, Rolf (1929–2007), deutscher Geheimdienstler, Leiter der Ermittlungsabteilung des Ministeriums für Staatssicherheit

### Fisti
- Fıstık, Mehmet (1944–2009), türkisch-deutscher Pantomime, Regisseur und Theaterpädagoge
- Fistill, Ulrich (* 1967), italienischer römisch-katholischer Theologe und Hochschullehrer

### Fistl
- Fistler, Alf (* 1964), deutscher Fußballspieler

### Fisto
- Fiston, Abdul Razak (* 1991), burundischer Fußballspieler
- Fiston, Cédrick (* 1981), französischer Fußballspieler (Guadeloupe)

### Fistr
- Fistric, Mark (* 1986), kanadischer Eishockeyspieler

### Fistu
- Fistulari, Anatoli (1907–1995), britischer Dirigent